# Chiesa di San Pietro (San Secondo Parmense)
La chiesa di San Pietro è un luogo di culto cattolico dalle forme neoclassiche situato sulle sponde settentrionali del paleoalveo dei Tari Morti in località Castell'Aicardi, frazione di San Secondo Parmense, in provincia e diocesi di Parma; è sede di una parrocchia compresa nella zona pastorale della Bassa.

## Storia
La prima menzione della chiesa di San Pietro risale all'inizio del XIII secolo, la chiesa infatti risultava nel  "Capitulum Decimarum" del 1230 come una delle undici cappelle sotto la giurisdizione della Pieve di San Genesio.
La chiesa di San Pietro crebbe di importanza tanto che nel 1564 risultava già sede parrocchiale. Agli inizi del XIX secolo per volontà del parroco Don Paolo Baisi subì importanti lavori di ristrutturazione: fra il 1817 e il 1818 fu praticamente ricostruito l'intero edificio fatta eccezione del presbiterio, del coro e della cappella della Beata Vergine del Carmine che furono invece restaurate sotto il patrocinio del comune di San Secondo.
Attualmente risulta incorporata nella nuova parrocchia di San Secondo e Roccabianca.

## Descrizione

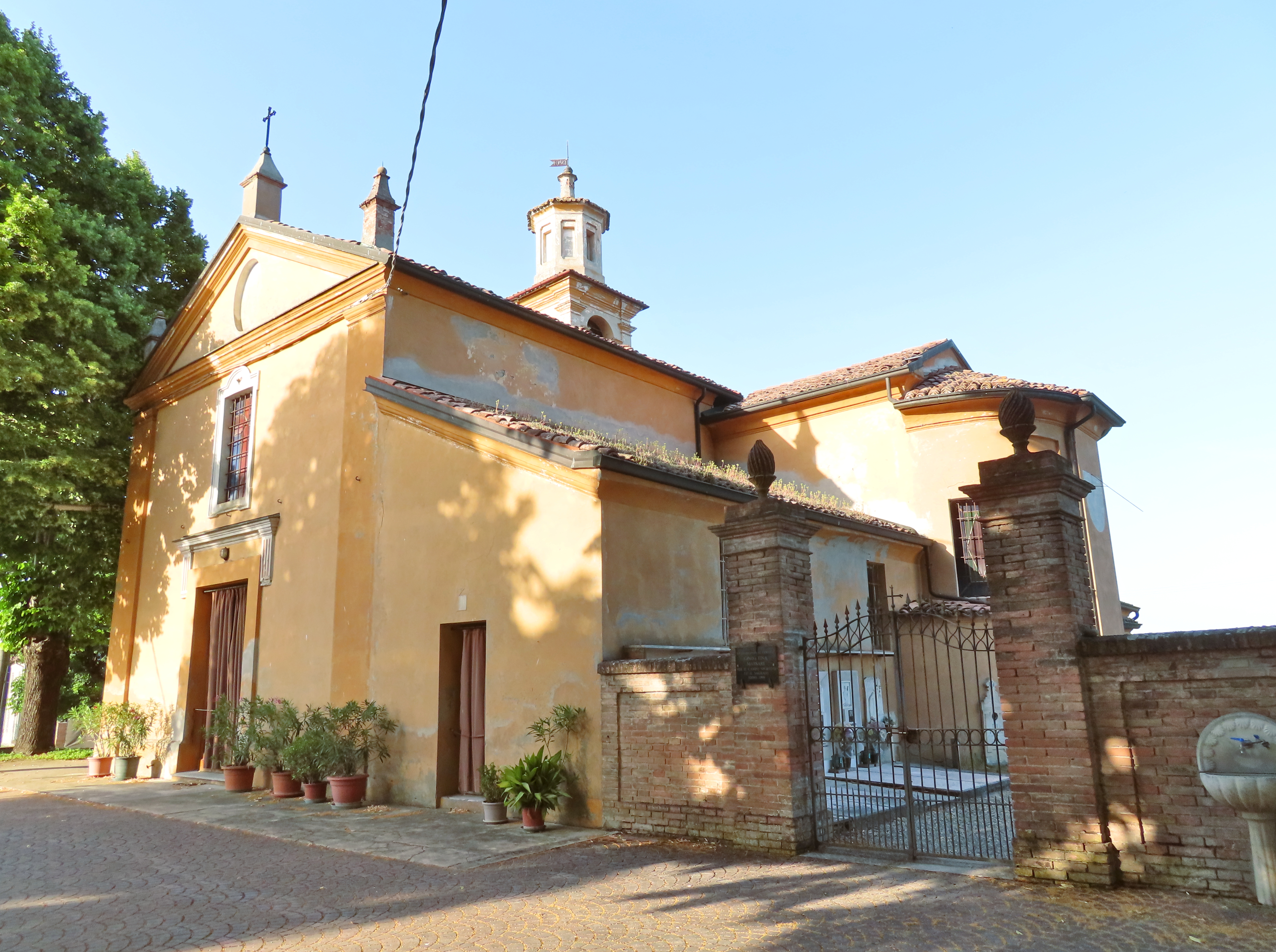
Facciata e lato sud

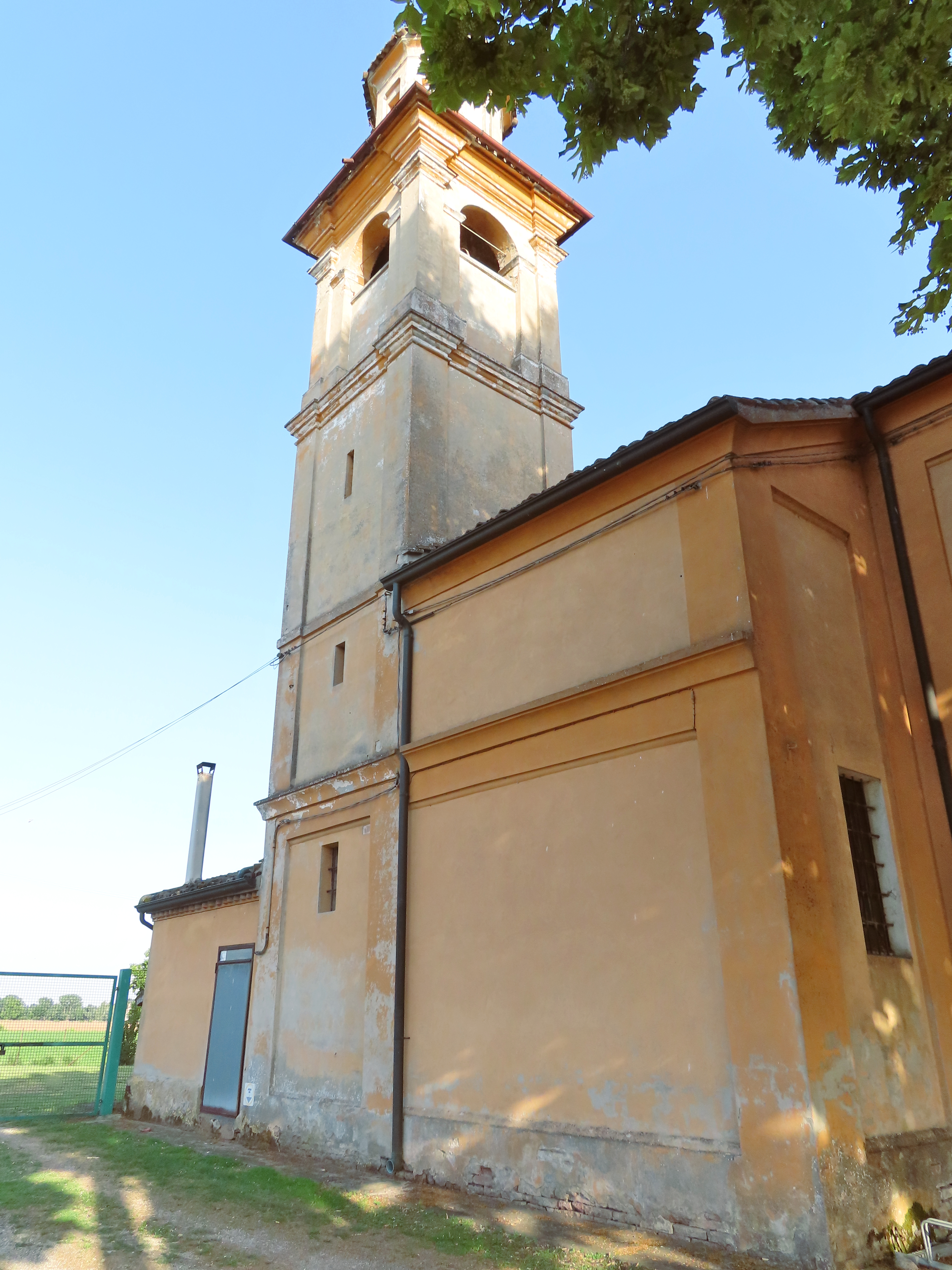
Lato nord

Affacciata sul sagrato collocato in una curva della strada provinciale che conduce a Fontanellato, la chiesa di San Pietro è caratterizzata da una facciata a capanna delimitata da lesene angolari e sovrastata da un timpano nel quale si apre un rosone centrale. Sopra al timpano la facciata è completata da tre pinnacoli, due ai lati ed uno centrale sormontato da una croce.
L'accesso alla chiesa è garantito da un portale ligneo centrale collocato sotto ad una finestra che illumina l'edificio; quest'ultimo si presenta a pianta rettangolare ed è composto da un'unica navata, ai lati sono collocate due cappelle laterali di cui una è dedicata alla Beata Vergine del Carmine. Il presbiterio, rialzato di un gradino, è separato dal resto della chiesa da una balaustra marmorea e termina con un'abside semicircolare nella quale si aprono due finestre per garantire una corretta illuminazione all'edificio.
La pavimentazione è in cotto a posa diagonale mentre il campanile di pianta quadrata presenta una cella campanaria aperta su tutti i lati ed è terminato da una cuspide a lanterna.

### Arredi e decori
L'altare, collocato sotto l'abside affrescata, è in legno, mentre il leggio tornito e l'ambone, sempre lignei, sono impreziositi con arredi del XX secolo (1970-1980)